# Karl Schäfer
Karl Schäfer (Viena; 17 de mayo de 1909-ídem; 23 de abril de 1976) fue un patinador sobre hielo austriaco, siete veces campeón del mundo, entre los años 1930 y 1936, y dos veces campeón olímpico —Lake Placid 1932 y Garmisch-Partenkirchen 1936—.